# Титанирование
Титани́рование — нанесение тонкого слоя титана на поверхность изделий (главным образом стальных) для повышения коррозионной стойкости.
Титанирование применяется для повышения коррозионной стойкости и кислотостойкости стали. Титанирование проводят в порошковых смесях, в расплавах солей электролизным и безэлектролизным способом, в паровой фазе с использованием вакуума, в газовых смесях и в пастах с нагревом токами высокой частоты. Различные стальные детали титанируют в смеси из 75 % порошка малоуглеродистого FeTi, 15 % CaF2, 4 % NaF и 6 % HCl. Например при насыщении стали с 0,3 % С в течение 8 часов при 1150 °C образуется диффузионный слой толщиной 300—500 мкм с концентрацией титана в тонкой поверхностной зоне до 80 %. По границам зерен и внутри столбчатых зерен этой поверхностной зоны располагается карбид титана, в результате чего поверхностная микротвердость достигает 22—27 ГПа. Для титанирования с нагревом ТВЧ рекомендуется паста из 70 % FeTi и 30 % Na3AlF6. При скорости нагрева 50 °/с, температуре 1150—1250 °C, выдержке 5—7 минут глубина титанированного слоя на армко-железе составляет около 70 мкм.
В связи с тем что титан является весьма активным карбидообразующим элементом при титанировании сталей и углеродсодержащих твердых сплавов, на поверхности образуется слой из карбида титана. Повышение содержания углерода в стали к увеличению толщины покрытия из карбида титана, а увеличение содержания хрома уменьшает толщину покрытия, так как хром замедляет диффузию углерода в аустените. Тонкое карбидное покрытие 8—18 мкм надежно работает на износ при твердой подложке. Стали типа Х12 при охлаждении на воздухе после титанирования закаливаются, приобретая твердость 56—61 HRC. Детали из сталей ШХ15, 9ХС, ХВГ, У12 и др. после титанирования следует упрочнять закалкой для повышения твердости подложки. При этом детали должны быть небольших размеров во избежание в слое трещин при закалке. Так как карбид титана легко окисляется при нагреве на воздухе, необходимо нагрев под закалку производить в вакууме или в защитных средах. В случае необходимости карбидное покрытие можно полировать алмазной и эльборовой пастами, снимая 2—3 мкм слоя.
После титанирования различного формообразующего инструмента из сталей Х12, Х12М, Х12Ф (пуансоны и матрицы) при производственных испытаниях получено повышение стойкости в 3—10 раз. Микротвердость карбидного слоя на твердой подложке достигала 30—40 ГПа. При титанировании спеченных твердых сплавов (ТТ10К8Б, ТТ7К12, Т14К8 и др.) на поверхности резцовых пластин получают слой карбида титана толщиной 3—6 мкм. Формирование такого слоя происходит за счет углерода, растворенного в кобальтовой фазе и поставляемого через эту фазу от карбидов сплава.
Титанированные пластины показали в 2,5—4 раза большую стойкость, чем пластины без покрытий, а микротвердость не превышала 28 ГПа, так как оптимальный карбидный слой малой толщины частично продавливался при измерении микротвердости. Кратковременная цементация твёрдосплавных пластин перед титанированием позволяет получить наибольшую стойкость их при точении.
Титанирование значительно повышает свойства материалов, например коррозионная стойкость стали обыкновенного качества (Ст3) после титанирования оказалась выше чем стали 12Х18Н10Т. Титанированные диффузионные слои толщиной 2,5—3 мкм повышают кислотостойкость меди в 30 раз, латуни в 7—10 раз и силумина в 10—12 раз, а кавитационную стойкость (то есть способность выдерживать микроударные (ультразвуковые) нагрузки) латуни 17—20 раз, бронзы в 30 раз, и силуминов в 25—30 раз. Насыщение силумина титаном осуществляется при 300—500 °C в течение 6—10 часов в смеси, состоящей из порошков титана, плавикового шпата и фтористого натрия. Медь, латунь и бронзу насыщают при 700 °C в течение 6 часов в смеси ферротитана, плавикового шпата и фтористого натрия. Титанирование повышает долговечность деталей работающих в морской воде, деталей текстильного и пищевого машиностроения. В ряде случаев возможна замена дорогой хромоникелевой стали титанированной сталью Ст3.